# Dorothy Steel
Dorothy Steel (Flint, Michigan, 23 de febrero de 1926-Detroit, Michigan, 15 de octubre de 2021) fue una actriz estadounidense. Comenzó su carrera a los 88 años, e interpretó personajes secundarios en varias películas de gran repercusión, como Black Panther, Poms, Jumanji: The Next Level, y su última película, Black Panther: Wakanda Forever.

## Vida y carrera
Nacida en Detroit, Michigan, en 1926, vivió en Atlanta, Georgia durante muchos años. Steel murió en su casa de su Detroit natal el 15 de octubre de 2021, a los 95 años.